# 陈吊王庙
陈吊王庙，位于中国广东省潮州市饶平县新圩镇，为饶平县文物保护单位，类型为古建筑，公布时间为1993年2月。
陈吊王庙的历史年代为明代。